# Широкий (роз'їзд)
Широ́кий — роз'їзд на дільниці Мерефа — Красноград. Заснований у 1927 році. Належить до Харківської дирекції залізничних перевезень Південної залізниці.
Роз'їзд розташований між станцією Власівка (8,3 км) та зупинним пунктом 53 км (5,5 км) у селі Раківка Нововодолазького району Харківської області. Відстань від роз'їзду Широкий до станцій Мерефа — 47 км, Красноград — 29 км, Харків-Пасажирський — 72 км.

## Історія
Роз'їзд Широкий було відкрито у 1927 році під час введення в експлуатацію лінії від Мерефи до Нижньодніпровська.
У 1988 році роз'їзд було електрифіковано, під час продовження електрифікації дільниці Власівка — Красноград протяжністю 37 км, на що було витрачено 3 млн. карбованців. Будівельно-монтажні роботи виконували працівники Харкова, Дніпропетровська, Куп'янська та Воронежа. Електрифікацію було завершено на 5 місяців раніше запланованого строку, і вже 14 жовтня 1988 року відбувся перший рейс електропоїзда від Харкова до Краснограда.
З 19 серпня 2011 року, у зв'язку з реконструкцією станції Красноград із електрифікації станції змінним струмом для впровадження швидкісного сполучення до Чемпіонату Європи з футболу 2012 року, було відмінені електропоїзди через роз'їзд Широкий до станції Красноград. В цей час вони прямували лише до станції Власівка та Берестовеньки, де для пасажирів було призначені дизель-поїзди від станцій Власівки та Берестовеньки до Краснограда. Відновлення руху електропоїздів через роз'їзд Широкий до Краснограду відбулось 5 травня 2012 року.

## Пасажирське сполучення
На роз'їзді Широкий зупиняються електропоїзди приміського сполучення у напрямку Харкова та Краснограда.

## Галерея

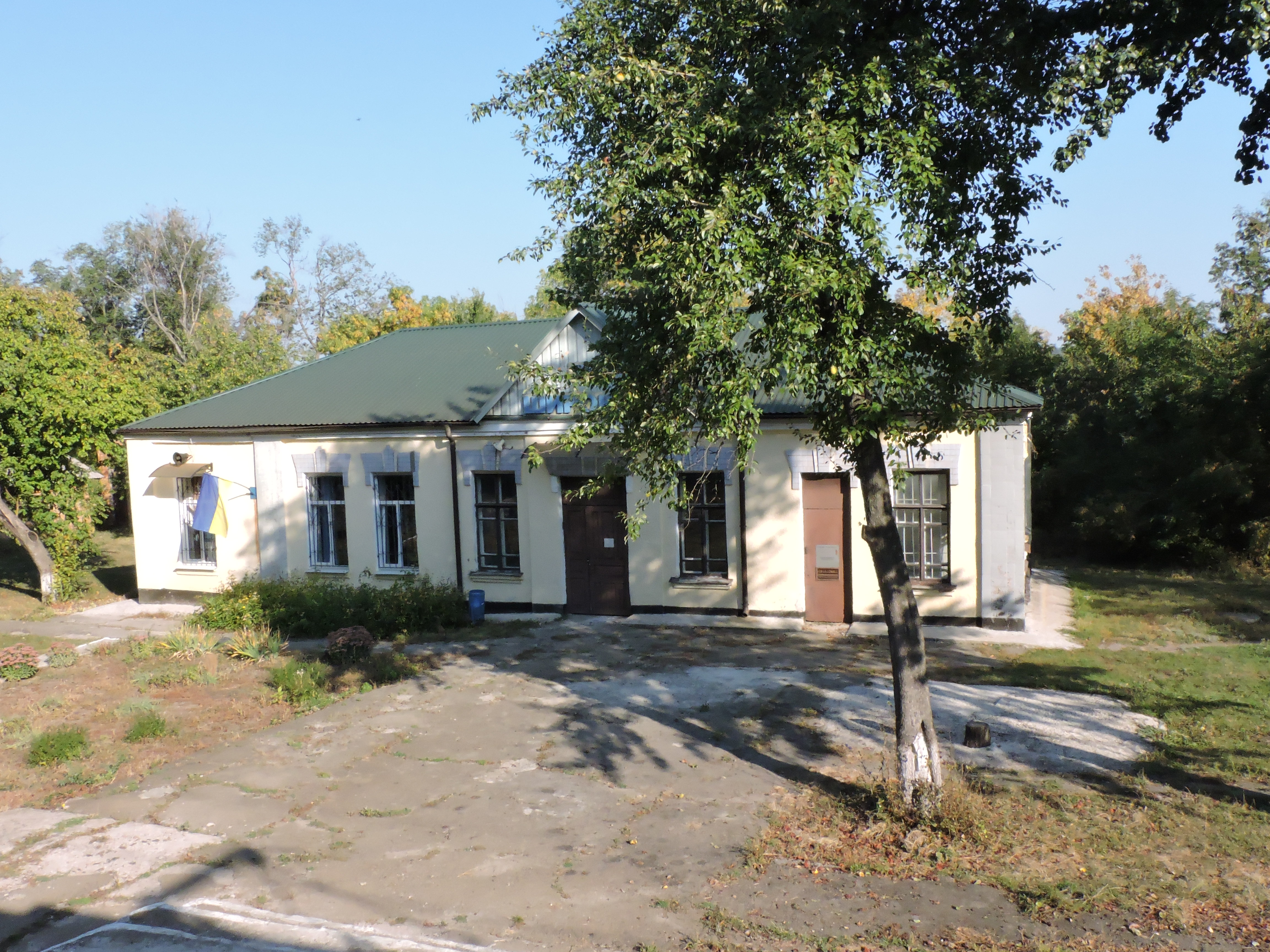
Станційна будівля. Загальний вигляд
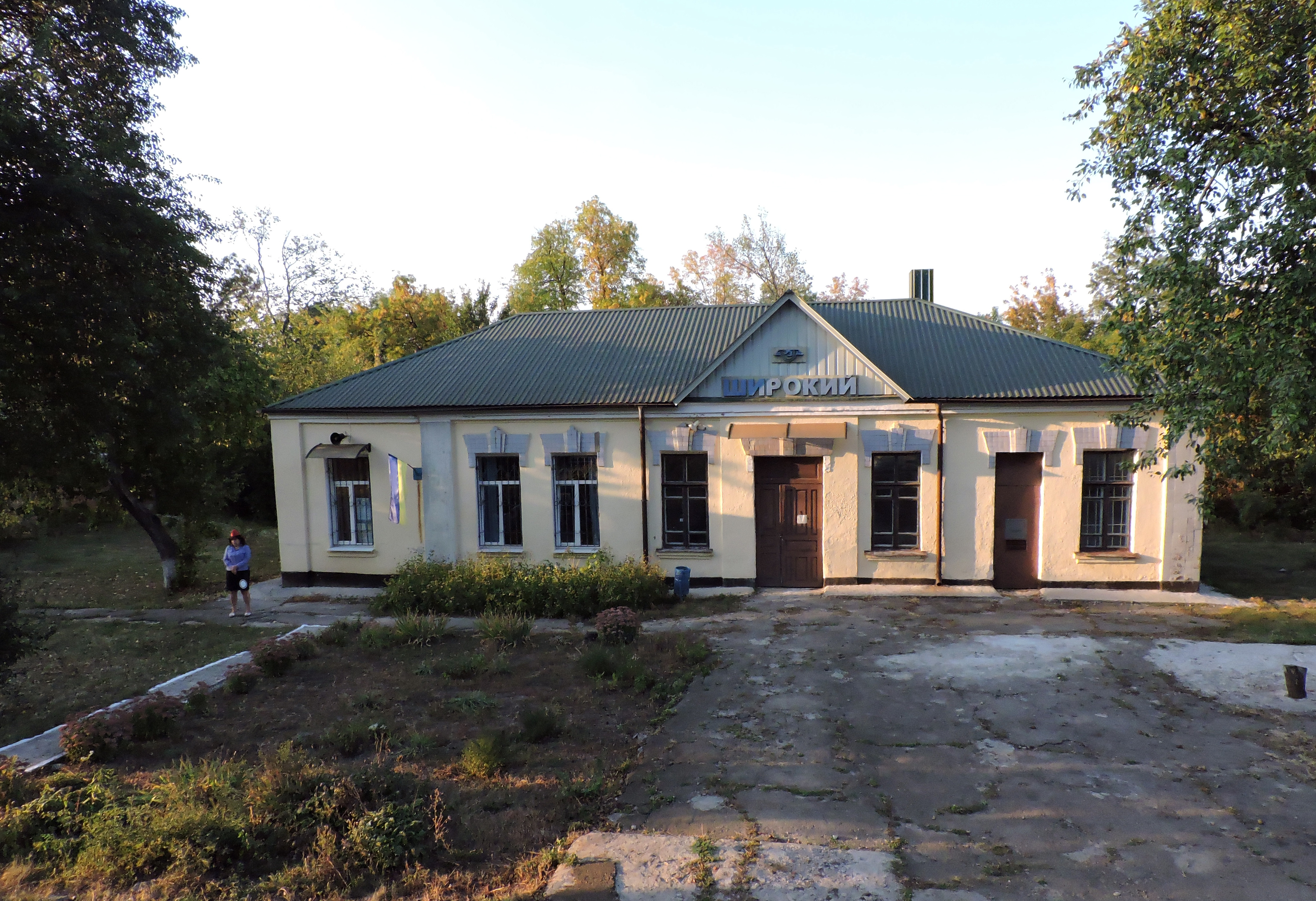
Станційна будівля.
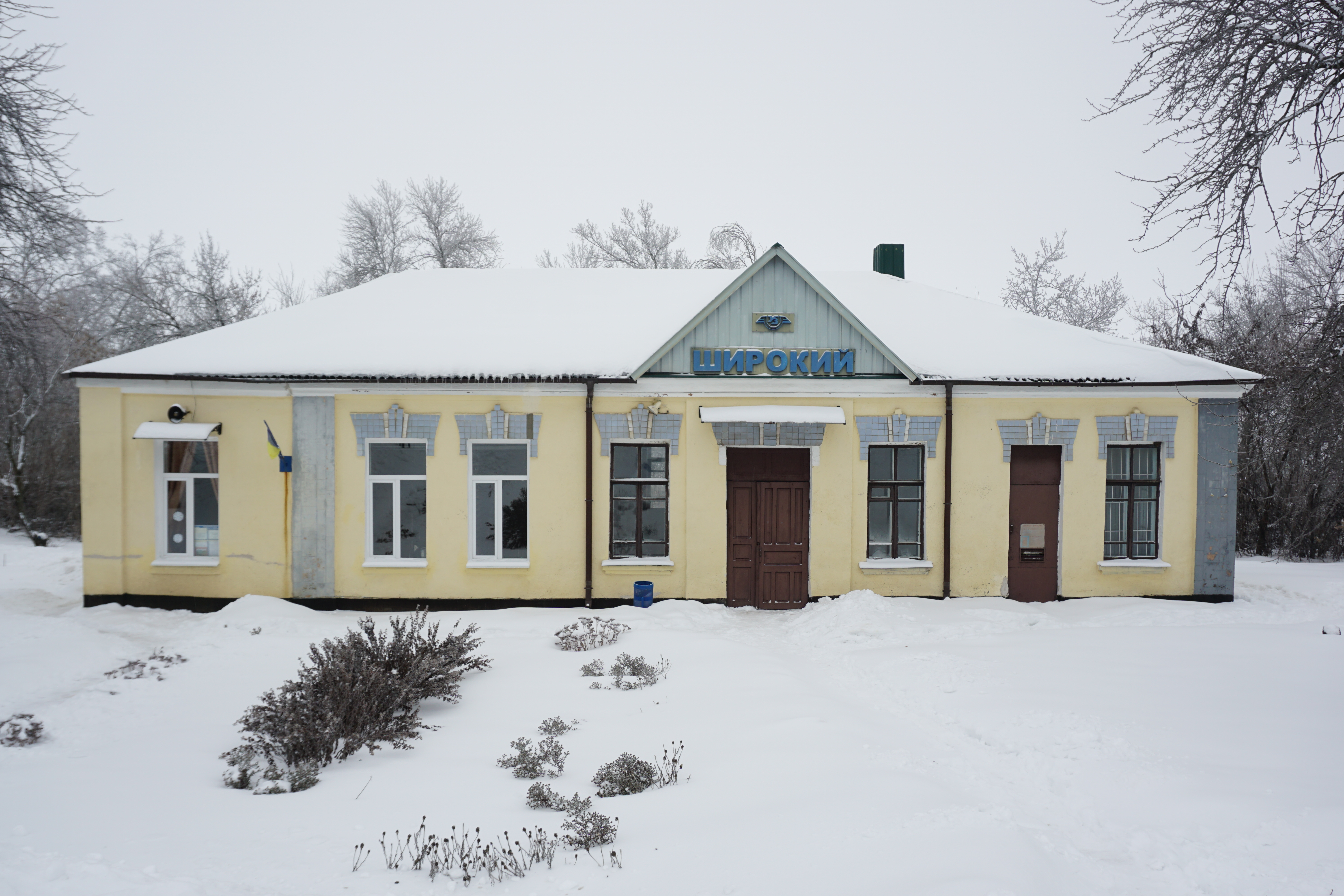
Станційна будівля взимку
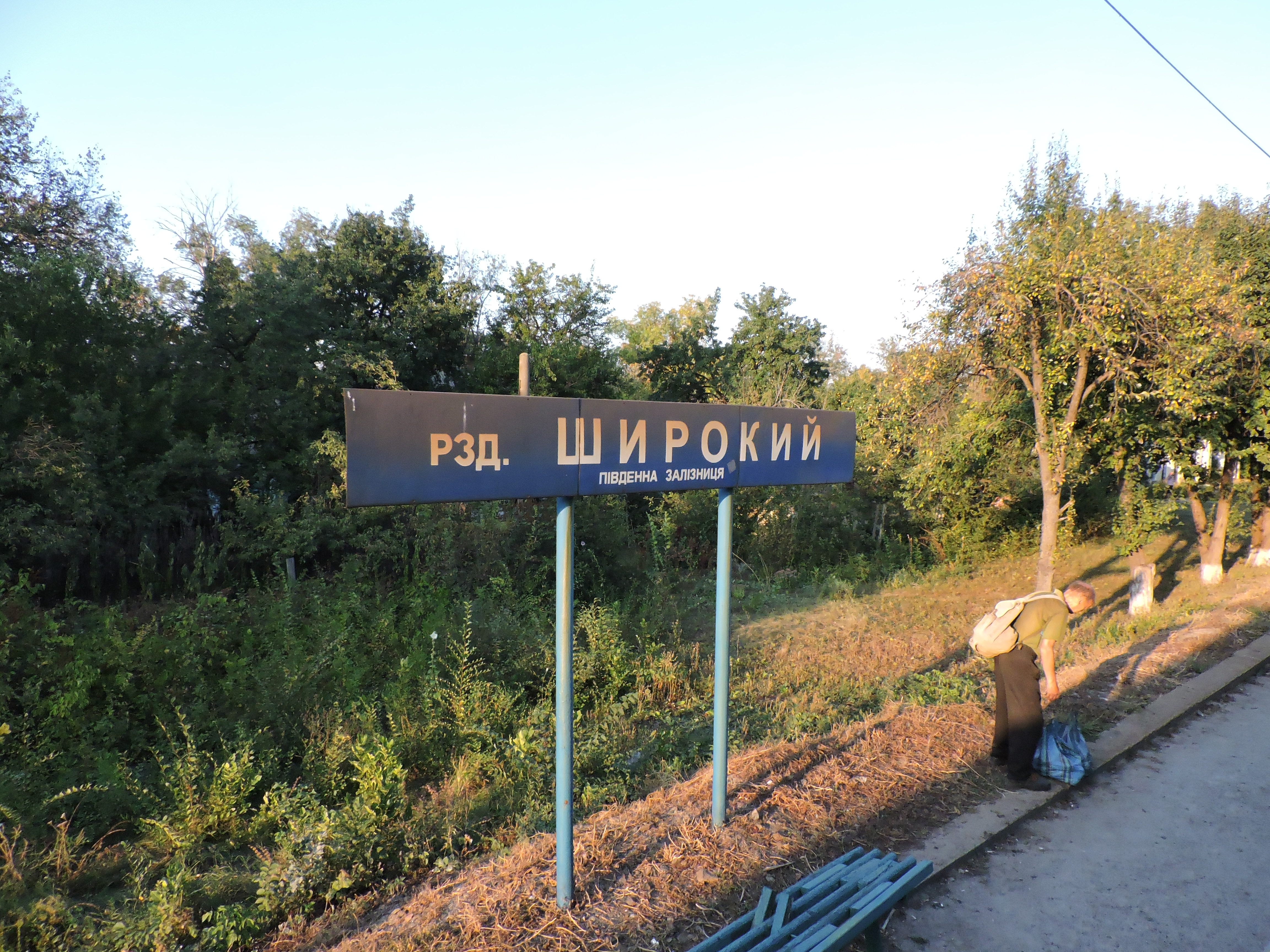
Пасажирська платформа